# Canoa/kayak ai Giochi della XXXI Olimpiade - Slalom K1 maschile
La gara di slalom K1 per Rio de Janeiro 2016 si svolse all'Estádio de Canoagem Slalom dal 7 al 10 agosto 2016.

## Programma
Tutti gli orari seguono il fuso orario brasiliano (UTC-3)
| Data                       | Ora   | Round          |
| -------------------------- | ----- | -------------- |
| Domenica, 7 agosto, 2016   | 13:30 | Qualificazioni |
| Mercoledì, 10 agosto, 2016 | 13:30 | Semifinali     |
| Mercoledì, 10 agosto, 2016 | 15:15 | Finale         |

## Qualificazioni
| Pos. | Nome                | Qualificazioni | Qualificazioni | Qualificazioni |
| Pos. | Nome                | Tempo 1        | Tempo 2        | Migliore       |
| ---- | ------------------- | -------------- | -------------- | -------------- |
| 1    | Giovanni De Gennaro | 86.85          | 90.74          | 86.85          |
| 2    | Joe Clarke          | 135.89         | 86.95          | 86.95          |
| 3    | Hannes Aigner       | 90.33          | 87.31          | 87.31          |
| 4    | Jakub Grigar        | 89.16          | 87.85          | 87.85          |
| 5    | Pedro Da Silva      | 88.48          | 90.61          | 88.48          |
| 6    | Pavel Eigel         | 96.72          | 88.57          | 88.57          |
| 7    | Jiří Prskavec       | 88.71          | 101.18         | 88.71          |
| 8    | Michael Dawson      | 88.91          | 90.86          | 88.91          |
| 9    | Sébastien Combot    | 89.13          | 88.94          | 88.94          |
| 10   | Michal Smolen       | 92.96          | 90.13          | 90.13          |
| 11   | Jure Meglič         | 95.12          | 90.70          | 90.70          |
| 12   | Peter Kauzer        | 91.11          | 96.88          | 91.11          |
| 13   | Isak Öhrström       | 92.37          | 91.43          | 91.43          |
| 14   | Kazuki Yazawa       | 92.23          | 98.08          | 92.23          |
| 15   | Mario Leitner       | 92.37          | 91.43          | 91.43          |
| 16   | Michael Tayler      | 105.66         | 93.47          | 93.47          |
| 17   | Lucien Delfour      | 94.30          | 138.72         | 94.30          |
| 18   | Maciej Okręglak     | 96.73          | 94.44          | 94.44          |
| 19   | Tan Ya              | 100.62         | 101.34         | 100.62         |
| 20   | Jonathan Akinyemi   | 107.49         | 104.59         | 104.59         |
| 21   | Bryden Nicholas     | 105.18         | 125.64         | 105.18         |

     Qualificato per le semifinali

### Semifinali
| Rank | Nome                | Percorso            | Percorso |
| Rank | Nome                | Secondi di penalità | Tempo    |
| ---- | ------------------- | ------------------- | -------- |
| 1    | Jakub Grigar        | 0                   | 88.84    |
| 2    | Jiří Prskavec       | 0                   | 90.62    |
| 3    | Joe Clarke          | 0                   | 90.67    |
| 4    | Peter Kauzer        | 0                   | 91.01    |
| 4    | Michael Dawson      | 0                   | 91.47    |
| 6    | Hannes Aigner       | 0                   | 91.87    |
| 7    | Pavel Eigel         | 0                   | 92.43    |
| 8    | Sébastien Combot    | 0                   | 94.59    |
| 9    | Giovanni De Gennaro | 2                   | 95.59    |
| 10   | Pedro Da Silva      | 2                   | 95.68    |
| 11   | Kazuki Yazawa       | 0                   | 97.19    |
| 12   | Michal Smolen       | 2                   | 97.87    |
| 13   | Mario Leitner       | 4                   | 100.25   |
| 14   | Jure Meglič         | 52                  | 145.00   |
| 15   | Isak Öhrström       | 54                  | 156.77   |

     Qualificato per la finale

### Finale
| Classifica | Nome                | Percorso            | Percorso |
| Classifica | Nome                | Secondi di Penalità | Tempo    |
| ---------- | ------------------- | ------------------- | -------- |
| 1          | Joe Clarke          | 0                   | 88.53    |
| 2          | Peter Kauzer        | 0                   | 88.70    |
| 3          | Jiří Prskavec       | 2                   | 88.99    |
| 4          | Hannes Aigner       | 0                   | 89.02    |
| 5          | Jakub Grigar        | 0                   | 89.43    |
| 6          | Pedro Da Silva      | 0                   | 91.54    |
| 7          | Giovanni De Gennaro | 0                   | 91.77    |
| 8          | Sébastien Combot    | 2                   | 92.55    |
| 9          | Pavel Eigel         | 2                   | 92.62    |
| 10         | Michael Dawson      | 0                   | 93.07    |